# پیکار (فیلم ۲۰۱۴)
پیکار (به انگلیسی: Shongram) فیلمی بریتانیایی در سبک درام و محصول سال ۲۰۱۴ میلادی است.